# Galeries Laietanes
Les Galeries Laietanes van ser fundades pel marxant i promotor artístic Santiago Segura el 1915 a la Gran Via de les Corts Catalanes, 613 de Barcelona. Van ser un trampolí d'iniciatives culturals i un bon aparador de l'art noucentista. El seu celler, ubicat al soterrani, va ser un dels punts de trobada d'artistes i intel·lectuals del noucentisme, a la manera dels 4 Gats per als modernistes. L'interior del celler era decorat amb pintures murals al tremp de Xavier Nogués amb entranyables figures de borratxets, llegendes i inscripcions, que suggereixen l'humor universal de l'artista.
Amb el temps, el celler es convertí en magatzem i, durant la dècada de 1940, Josep Gudiol i el restaurador Andreu Asturiol van arrencar i traspassar les pintures. Posteriorment, els diferents fragments es van posar a la venda a la Sala Parés de Barcelona, on gairebé tots van ser adquirits pel Museu Nacional d'Art de Catalunya.
El 1958, les galeries van tancar per a la construcció d'un nou edifici.